# Cruz Verde, Quimixtlán
Cruz Verde är en ort i Mexiko.   Den ligger i kommunen Quimixtlán och delstaten Puebla, i den sydöstra delen av landet, 210 km öster om huvudstaden Mexico City. Cruz Verde ligger 1 958 meter över havet och antalet invånare är 191.
Terrängen runt Cruz Verde är kuperad söderut, men norrut är den bergig. Runt Cruz Verde är det ganska glesbefolkat, med 36 invånare per kvadratkilometer. Närmaste större samhälle är Huatusco de Chicuellar, 16,6 km sydost om Cruz Verde. I omgivningarna runt Cruz Verde växer huvudsakligen savannskog.